# カラテオドリの存在定理
数学の分野における、カラテオドリの存在定理（からておどりのそんざいていり、英語: Carathéodory's existence theorem）は、ある常微分方程式の解は比較的弱い条件下でも存在しうる、ということを述べた定理である。ペアノの存在定理の一般化として知られる。ペアノの存在定理では、常微分方程式の右辺は連続であることが必要とされたが、カラテオドリの存在定理では、連続でない関数が右辺にあっても，それがうまい条件を満たせば（より一般的に拡張された意味で）方程式の解が存在することが示される。定理の名は、数学者のコンスタンティン・カラテオドリにちなむ。

## 導入
微分方程式
{\displaystyle y'(t)=f(t,y(t))\,}
および初期条件
{\displaystyle y(t_{0})=y_{0},\,}
を考える。ここで関数 ƒ は長方形領域
{\displaystyle R=\{(t,y)\in \mathbf {R} \times \mathbf {R} ^{n}\,:\,|t-t_{0}|\leq a,|y-y_{0}|\leq b\}}
上で定義されている。ペアノの存在定理は、もし ƒ が連続関数であるならば、この微分方程式は初期条件のある近傍において少なくとも一つの解を持つ、ということを保証している。 しかし、右辺が不連続であるような微分方程式を考える場合も当然あり得る。そのような例として
{\displaystyle y'(t)=H(t),\quad y(0)=0}
が挙げられる。ただし H は
{\displaystyle H(t)={\begin{cases}0,&{\text{if }}t\leq 0;\\1,&{\text{if }}t>0\end{cases}}}
により定義されるヘビサイド関数とする。この時、微分方程式の解は、ランプ関数
{\displaystyle y(t)=\int _{0}^{t}H(s)\,\mathrm {d} s={\begin{cases}0,&{\text{if }}t\leq 0;\\t,&{\text{if }}t>0\end{cases}}}
となる。しかし、この関数は {\displaystyle t=0} で微分可能でないため、厳密にいえば微分方程式を満たさない。このような例は、至るところで微分可能ではないような解に対しても、微分方程式の解としての概念を拡張する必要性を示唆し、結果として次のような定義が考えられるきっかけとなった。
もし関数 y が絶対連続であり、ほとんど至るところで微分方程式 {\displaystyle y'=f(t,y)} を満たし、また初期条件 {\displaystyle y(t_{0})=y_{0}} を満たすなら、y はそのような微分方程式の拡張された意味での解 と呼ばれる。 関数 y の絶対連続性は、その微分がほとんど至るところで存在することを意味する。

## 定理の内容
微分方程式
{\displaystyle y'(t)=f(t,y(t)),\quad y(t_{0})=y_{0},\,}
を考える。ここで ƒ は前述の長方形領域 R 上で定義される関数とする。もし ƒ が次の三つの条件
- |y − y0| ≤ b を満たすようなすべての y に対して、ƒ( ·, y) は可測関数である。
- |t − t0| ≤ a を満たすようなすべての t に対して、ƒ(t, ·) は連続関数である。
- すべての (t, x) ∈ R に対して |ƒ(t, x)| ≤ m(t) を満たすような、[t0 − a, t0 + a] 上のルベーグ可積分関数 m が存在する。

を満たすならば、その微分方程式は、初期条件のある近傍に少なくともひとつの「拡張された意味での解」を持つ。